# Chiqui de la Fuente
José Luis „Chiqui“ de la Fuente  (besser bekannt als Chiqui; * 1933 in Santander, Kantabrien; † 1992 in Madrid) war ein spanischer Verleger und Comiczeichner sowie  jüngerer Bruder der Künstler Victor und Ramon de la Fuente.

## Leben

### Kindheit
Chiqui wurde in Santander im Jahr 1933 geboren. Ein paar Wochen später zog er nach Gijón, wo er  seine Kindheit bis zum Alter von 15 Jahren verbrachte, dann segelte er nach Argentinien mit seinem Bruder Ramon. Er übernahm dort alle möglichen Arbeiten. Als Amateur-Künstler arbeitete er in Argentinien für die Zeitschrift Crocodile.

### Professionelle Arbeiten
Er kehrte nach Spanien zurück, wo er, unterstützt von seinem Bruder Ramon, begann als Cover-Künstler für Abenteuercomics wie Phantom und Flash Gordon (1958) der Editorial Dólar Madrid. Anschließend war er für Balalín, Fleetway und Thompson tätig, wo er Karikaturen zeichnete. Seine frühen humorvollen Arbeiten fertigte er nach einem Skript von Fernando Asián an, „Veneno y su Sombra“ für die Zeitschrift Piñón der spanischen Regierung; „Super 3“ für Selecciones Ilustradas aus Barcelona, und anschließend „Pampa“, worin er sich an seine Erfahrungen in Argentinien erinnert. Asián schrieb auch das Skript für die drei Comics nach Geschichten aus Tausendundeine Nacht, Aladin, Sinbad und Ali Baba. Dann zeichnete er „Curro Peláez“.
Im Jahr 1971 ging er zum Comicmagazin Trinca, wo er sich spanienweit einen Namen machte mit der Serie „Hector“ und „Oliver“, die von seinem Lieblingsautor Fernando Asían umgeschrieben wurden. Ausgeführt nach Asians Schriften werden auch „Genicabra“ und „Gag“ für Gaceta Junior aus Barcelona sowie andere Serien wie „Abracadabra“, „Marzy“ und „Foot y Ball“ für El Cuco, Sonntagsbeilage der Zeitung Pueblo aus Madrid, eine der ersten Sonntagszeitungen der spanischen Presse.

### Alterswerk
Der Sprung zu internationalem Ruhm kam erst durch eine Adaption der berühmten Las aventuras del Barón de Munchhausen, die im Jahre 1975 unter dem Namen Die Abenteuer des Baron Münchhausen als animierter Kurzfilm veröffentlicht wurde. Dieser Comic wurde in fast alle in Europa gesprochenen Sprachen übersetzt. Chiqui hat Comics der wichtigsten literarischen Werke für junge Menschen erstellt, beispielsweise von Don Quijote, Reise um die Erde in 80 Tagen, Moby-Dick und vielen weiteren Titeln.
Im Jahr 1976 gründete er den Verlag JF Editions und ließ hierfür die spanischen Comiczeichner Hefte der erotischen Kollektion Muerde anfertigen.
In Deutschland erschienen als Fortsetzungsgeschichten Hector der Held von Aragon sowie die Literaturklassiker Aladin und die Wunderlampe, Die Reise zum Mittelpunkt der Erde, Baron Münchhausen und Tom Sawyers Abenteuer in den Ausgaben 1 bis 63 des Comicmagazines Yps. Fünf weitere Literatur Klassiker erschienen 1995 als Classic Comics bei Bertelsmann:  1. Robin Hood, 2. Die drei Musketiere, 3. Moby Dick, 4. In 80 Tagen um die Welt und 5. Gullivers Reisen.
In seinen späteren Jahren zeichnete er keine Comics mehr, sondern widmete die meiste Zeit der Herausgabe und internationalen Promotion seiner Werke.

## Anerkennung
Nach Faustino R. Arbesú 

„Das Zeichnen von Chiqui de la Funte können wir als Realistik mit Starrheitsverlust bezeichnen, mit dem er die besten Technik des Zeichnens des Humors verkörpert hat, wodurch er erreichte, in harmonischer Form etwas wirklich schweres zu vereinigen, es gelingt ihm in diesem Feld des Ausdrucks: den Realismus und die humoristische Karikatur. Er wusste,  das abenteuerlichrealistisches und humoristisches in seinen Comics in seinem eigenen Zeichenstil zu verschmelzen. In seinem Zeichnen betont er die großartige Benutzung der Feder und eine meisterhafte Verwendung der modernen und hochvisueller Planung.“

## Werke
| Jahr      | Titel                             | Typ                                        | Veröffentlichung                    |
| --------- | --------------------------------- | ------------------------------------------ | ----------------------------------- |
| 1954–1956 |                                   | aus Liebhaberei                            | Cocodrilo (Argentina)               |
| 1958      |                                   | humoristische Comics                       | Trampolín                           |
| 1959–1960 |                                   | Titelblätter von Comicalben                | Héroes modernos von Ediciones Dólar |
| 1964      | La isla del tesoro                |                                            | Chío                                |
| 1963–1973 |                                   | anonyme Arbeiten                           | Selecciones Ilustradas              |
| 1968–1971 |                                   | humoristische Comics                       | Gaceta Junior, Piñón                |
| 1969–1970 | Vance Flanagan                    |                                            | Selecciones Ilustradas              |
| 1969–1970 | Lonely Rock                       |                                            | Selecciones Ilustradas              |
| 1970      | Oliver                            |                                            | Trinca                              |
| 1970      | Super Tres                        |                                            | Selecciones Ilustradas              |
| 1970      | Pampa                             |                                            | Selecciones Ilustradas              |
| 1970      | Marcy y los piratas               |                                            | El Cuco                             |
| 1971      | Héctor, adalid de los almogávares |                                            | Trinca                              |
| 1973      | Simbad el marino                  |                                            | Selecciones Ilustradas y Amaika     |
| 1974      | El Barón de Munchhausen           |                                            | Sedmay                              |
| 1974      | Una Canción de navidad            |                                            | Sedmay                              |
| 1975–1976 |                                   | Sammlung von zwölf klassischen Erzählungen | Sedmay                              |
| 1977      | El Barón de Munchhausen II        |                                            | Amaika                              |
| 1978–1984 | Maravillas de la literatura       | 18 Bände                                   | Larousse                            |
| 1987      | La historia de Salamanca          |                                            | Ayuntamiento de Salamanca           |
| 1987      |                                   | Zusammenarbeit mit                         | Diario El País                      |
| 1989–1990 | Príncipe y mendigo                |                                            | Tapón                               |
| 1990      |                                   | Zusammenarbeit                             | Diario 16                           |
| 1991      | Juan sin miedo                    |                                            | Tapón                               |

## Auszeichnung
- 1990: Premio Haxtur als „Autor que Amamos“ („Autor, den wir lieben“) im Salón Internacional del Cómic del Principado de Asturias Gijón